# Roeslan Provodnikov
Roeslan Michailovitsj Provodnikov (Russisch: Руслан Михайлович Проводников; Berjozovo, 20 januari 1984) is een Russische professionele bokser in de licht weltergewichtdivisie en is een voormalig WBO kampioen licht weltergewicht. 
Provodnikov werd geboren in Berjozovo, een klein dorpje in het westen van Siberië. Hij is de zoon van een Russische vader en een Mansische moeder. Als amateur won hij 130 van 150 gevechten. 
Provodnikov verloor van Timothy Bradley op 16 maart 2013. Dit gevecht werd gekozen tot 2013 Fight of the Year door boksblad The Ring Magazine.